# Ostara Körner
Ostara Körner (* 3. Dezember 1926 in Leipzig; † 30. November 2011 in Berlin) war eine deutsche Schauspielerin.

## Leben
Von 1950 bis 1953 wurde Ostara Körner am Konservatorium Leipzig und an der Staatlichen Schauspielschule Berlin zur Schauspielerin ausgebildet. Ihr Debüt hatte sie am Deutschen Theater in Berlin. Eine Festanstellung hatte sie zunächst am Maxim-Gorki-Theater, bis sie sich als freischaffende Schauspielerin selbstständig machte.
Sie wurde durch Filme der DEFA einem breiten Publikum bekannt und wirkte insgesamt in über 40 Film- und Fernsehproduktionen mit. Ihr Debüt als Filmschauspielerin hatte sie 1953 in dem Filmdrama Das kleine und das große Glück. International am erfolgreichsten war sicherlich die deutsch-tschechische Märchenverfilmung Drei Haselnüsse für Aschenbrödel, in der sie die Gräfin Stauff spielte.
Im Fernsehen war sie unter anderem häufig in der TV-Reihe  Der Staatsanwalt hat das Wort, im Fernseh-Mehrteiler Die Frauen der Wardins sowie der Fernsehserie Polizeiruf 110 zu sehen.

## Filmografie (Auswahl)
- 1953: Das kleine und das große Glück
- 1959: Ein ungewöhnlicher Tag
- 1963: Christine
- 1965: König Drosselbart
- 1968: Die Toten bleiben jung
- 1971: Zeit der Störche
- 1971: Männer ohne Bart
- 1972: Der Staatsanwalt hat das Wort: Alleingang (TV-Reihe)
- 1972: Leichensache Zernik
- 1973: Der Staatsanwalt hat das Wort: Unverhofftes Wiedersehen
- 1973: Drei Haselnüsse für Aschenbrödel
- 1973: Rotfuchs (Fernsehfilm)
- 1973: Zement (Fernsehfilm, zwei Teile)
- 1974: Die Frauen der Wardins (Mehrteiler)
- 1974: Das Schilfrohr (Fernsehfilm)
- 1974: Neues aus der Florentiner 73 (TV)
- 1975: Steckbrief eines Unerwünschten (Fernsehfilm)
- 1977: Polizeiruf 110: Ein unbequemer Zeuge (TV-Reihe)
- 1980: Die Verlobte
- 1980: Die Heimkehr des Joachim Ott (Fernsehfilm)
- 1980: Solo für Martina (Fernsehfilm)
- 1981: Polizeiruf 110: Glassplitter
- 1981: Nora S. (Fernsehfilm)
- 1981: Darf ich Petruschka zu dir sagen?
- 1981:  Die Spagetthibande
- 1982: Die Beunruhigung
- 1982: Familie Rechlin (TV-Zweiteiler)
- 1982: Der Prinz hinter den sieben Meeren
- 1983: Schwierig sich zu verloben
- 1983: Polizeiruf 110: Die Spur des 13. Apostels
- 1984: Kaskade rückwärts
- 1984: Ich liebe Victor (TV)
- 1985: Flug des Falken (TV)
- 1986: Der Staatsanwalt hat das Wort: Die Kette
- 1988: Barfuß ins Bett (TV-Serie)
- 1990: Der Streit um des Esels Schatten
- 1991: Schlaflose Tage (TV)
- 1994: Tatort: Geschlossene Akten (TV-Reihe)

## Theater
- 1953: Alexander Kron: Das tote Tal (Russische Frau) – Regie: Herwart Grosse (Deutsches Theater Berlin)
- 1954: Maxim Gorki: Ssomow und Andere (Dienstmädchen Dunjascha) – Regie: Wolfgang Heinz (Deutsches Theater Berlin)
- 1955: Arno Holz: Sozialaristokraten (Tochter Fiebig) – Regie: Ernst Kahler (Deutsches Theater Berlin – Kammerspiele)
- 1957: Frances Goodrich: Das Tagebuch der Anne Frank – Regie: Emil Stöhr (Deutsches Theater Berlin)
- 1957: Emmanuel Roblès: Montserrat (Mutter) – Regie: Ernst Kahler (Deutsches Theater Berlin – Kammerspiele)
- 1961: Heinrich von Kleist: Der zerbrochne Krug (Eve) – Regie: Maxim Vallentin (Maxim-Gorki-Theater Berlin)
- 1961: Hedda Zinner: Ravensbrücker Ballade (Vera) – Regie: Fritz Wisten (Volksbühne Berlin)

## Hörspiele
- 1983: Lion Feuchtwanger: Erfolg – Regie: Werner Grunow (Hörspiel – Rundfunk der DDR)
- 1985: Hans Siebe: Feuersteine (Frau Borchert) – Regie: Werner Grunow (Kriminalhörspiel – Rundfunk der DDR)